# Оно Таїті
Таїті Оно (яп. 大野 耐, англ. Taiichi Ohno, 29 лютого 1912, Далянь — 28 травня 1990, Тойота (Айті) — японський бізнесмен, з 1978 року — голова ради директорів компанії Toyota Spinning and Weaving.

## Ощадливе виробництво
Таїті Оно вважається батьком виробничої системи Тойоти, який став засновником популярної у всьому світі концепції  Ощадливе виробництво . Система Toyota стала відома в західній інтерпретації як Lean production, Lean manufacturing, Lean. Значний внесок у розвиток теорії ощадливого виробництва вніс соратник і помічник Таїті Оно — Сігу Сінг, який створив у числі іншого метод SMED.

## Публікації
У США Таїті Оно написав кілька книг про систему, найвідомішою з яких є Виробнича система Тойоти. Покидаючи масове виробництво.
Книга Таїті Оно — основоположника багатьох сучасних інструментів та течій менеджменту, вражає двома речами: простотою і логічністю. Прочитавши цю книгу дивуєшся, якими простими, логічними та гармонійними були рішення цього видатного менеджера.
Таїті Оно постійно підносить думки та ідеї трьох видатних менеджерів XX століття — Генрі Форда, Тойода Сакіта і Тойода Кійітіро.

## Історія

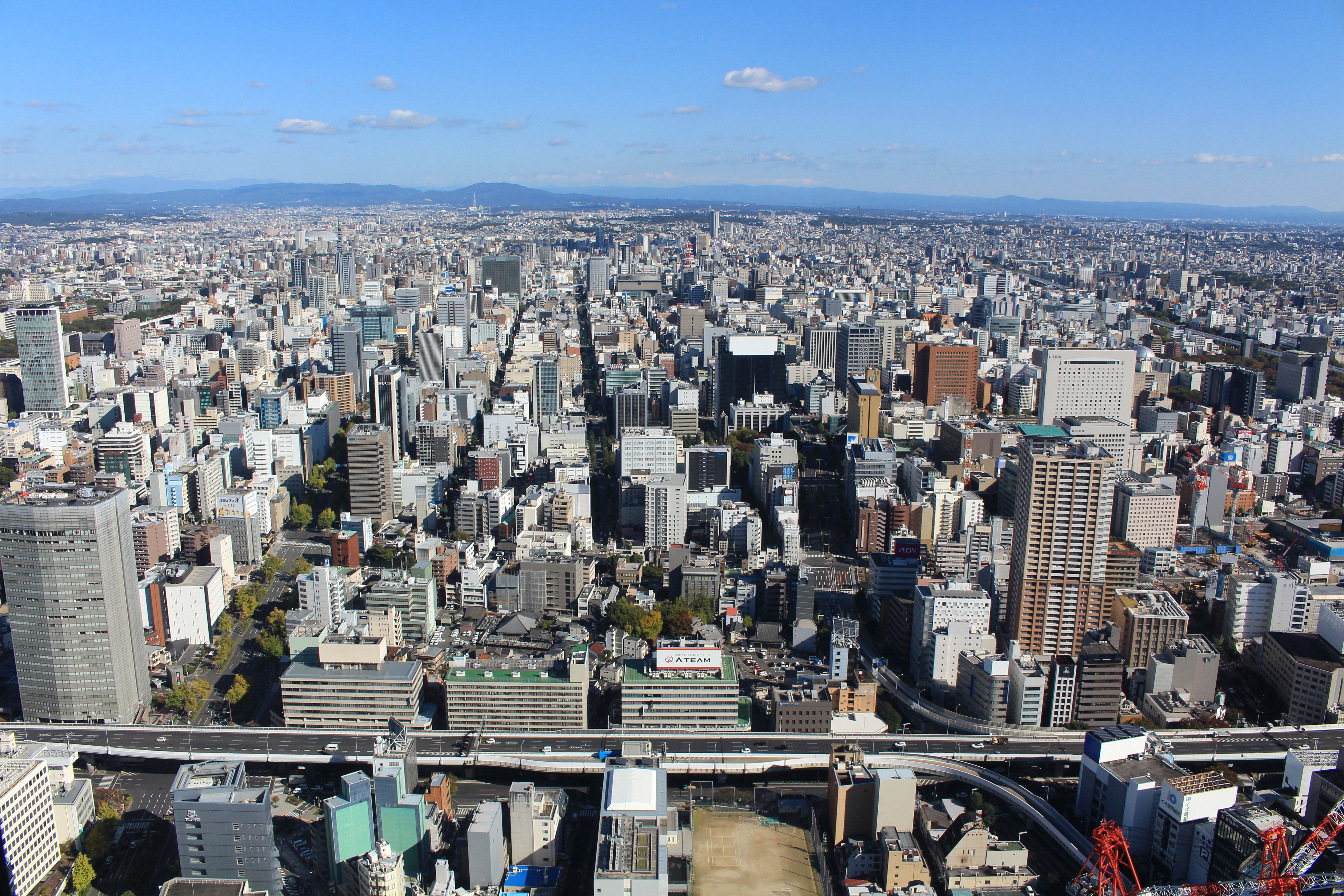
Вигляд Наґої з висоти хмарочосу «Мідленд сквер».

Народився в місті Далянь, Китай. Випускник технологічного інституту м. Наґоя (Японія).
Таїті Оно був співробітником Тойота. Переїхав до автомобільної компанії в 1943 році, і поступово піднявся по службових сходах до керівника компанії.

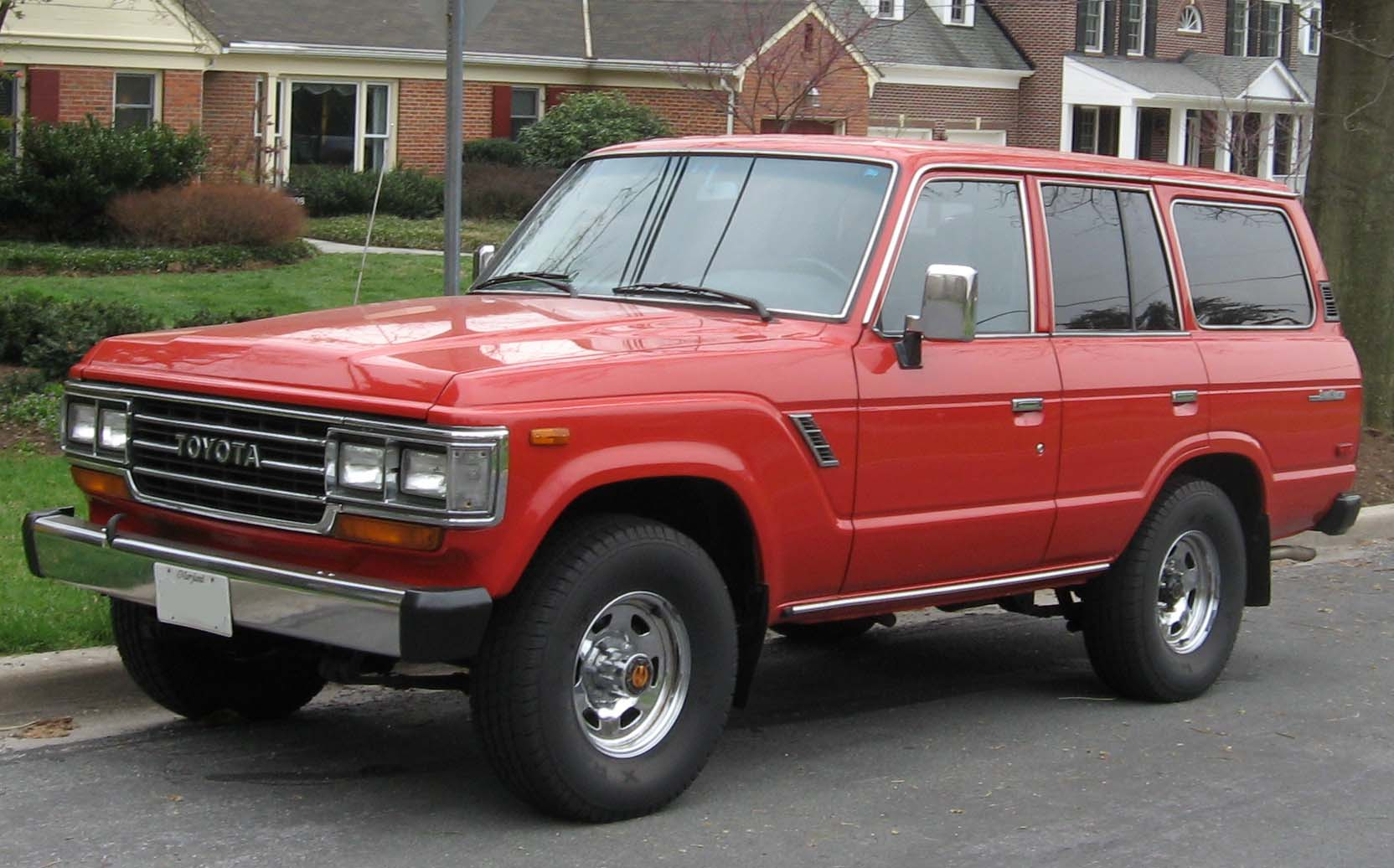
Toyota Land Cruiser. Позашляховик. Розробка 1951 р.

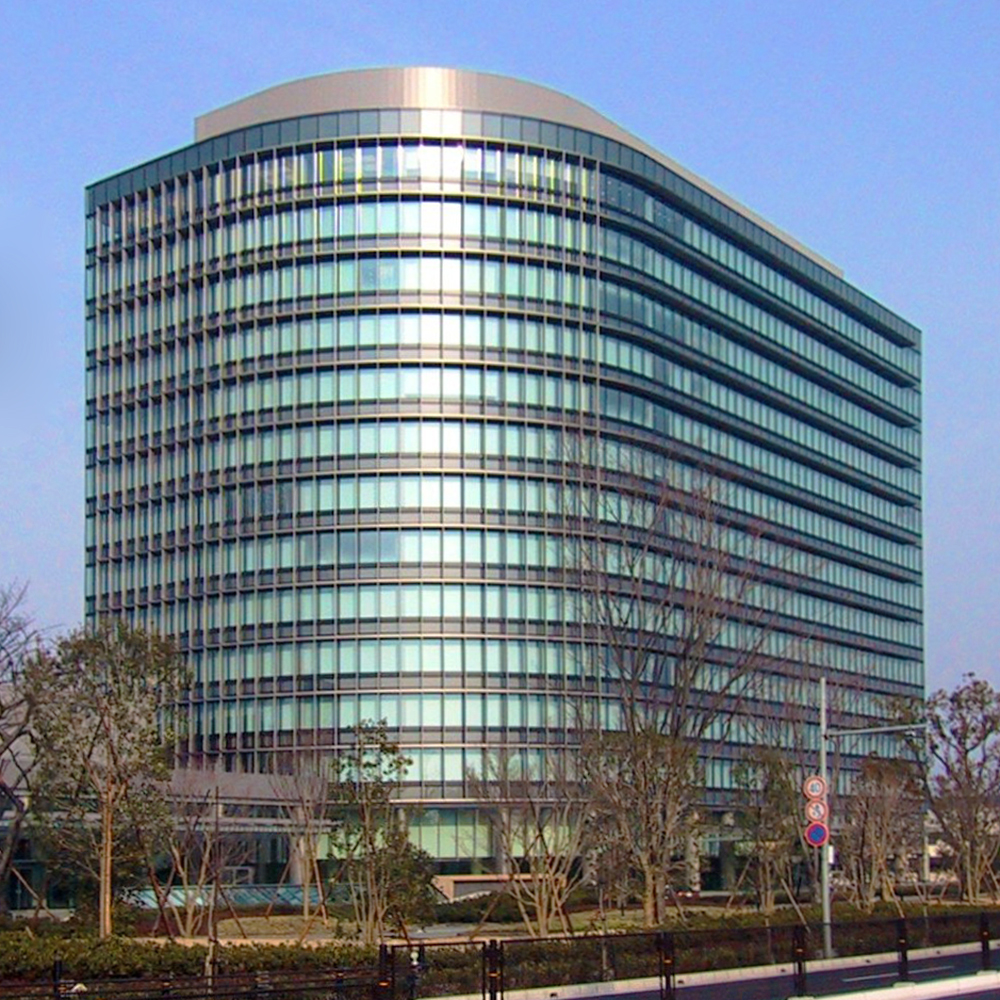
Штаб-квартира Toyota Motor Corporation

Будучи інженером, Таїті Оно розробив систему керування витратами «канбан», ощадне виробництво (метод «Lean»), метод «Точно в строк» (англ. just-in-time). Цієї системи компанія дотримується дотепер.
В 1949 році призначений начальником механічного цеху, а в 1954-му зайняв посаду директора заводу Toyota. Пройшовши ще кілька щаблів складної японської ієрархічної градації, в 1975 році став виконавчим віце-президентом всієї компанії. З 1978 року — голова ради директорів компанії «Тойота Спінінг енд Вівінг» (Toyota Spinning and Weaving).
На початку 50-х років Таїті Оно (Taiichi Ohno), коли з життя пішов Кіітіро Тойода, задумав, а потім здійснив революційну для тих років систему управління виробництвом («канбан»), за допомогою якої японці зуміли виключити з процесу виробництва будь-які види втрат.
У середині 1950-х років він почав вибудовувати особливу систему організації виробництва, названу Виробнича система Toyota або Toyota Production System (TPS).
Наукові розробки, як в області управління, так і технічного переозброєння, завжди цінувалися на цьому підприємстві дуже високо. На 50-і роки приходиться найбільша самостійна активність Toyota в цій сфері. Завдяки передовій науково-промисловій політиці на підприємстві вдалося створити такі шедеври свого часу як позашляховик Toyota Land Cruiser і таку відому нині модель, як Toyota Crown.

## Опубліковані праці
- Ohno, Taiichi (1988), Toyota Production System: Beyond Large-Scale Production, Productivity Press, ISBN 0-915299-14-3
- Ohno, Taiichi (1988), Workplace Management, Productivity Press, ISBN 0-915299-19-4
- Taiichi Ohno's Workplace Management by Taiichi Ohno (2007), Translated by Jon Miller, Gemba Press, ISBN 978-0-9786387-5-7, ISBN 0-9786387-5-1